# Валюсинский, Всеволод Вячеславович
Всеволод Вячеславович Валюсинский (6 (18) мая 1899, Онега — 30 июня 1935, Шелковская) — русский советский писатель-фантаст.

## Биография
Всеволод (в молодости Досик) Недзвецкий (Валюсинский) родился в семье акцизного контролёра Вячеслава Иеронимовича Недзвецкого 6 (18) мая 1899 года в Онеге. Мать — Антонина Петровна (в девичестве Тимофеева). Из дворян.
С детства проявлял незаурядные способности, учился сначала дома, его первым учителем был студент Евгений Моисеевич Шаревский (1885—1918), сосланный в Онегу за участие в студенческом движении (4 января — 25 марта 1918 года — председатель Онежского городского совета). В городскую школу пошёл сразу в четвёртый класс; окончив школу, занимался самообразованием, сумел приобрести широкие познания.
Работал школьным учителем в Онеге, преподавал химию, физику, алгебру, рисование и физкультуру в школе. В конце 1920-х годов переехал в Архангельск. Там также работал в школе, сотрудничал в областной газете «Волна».
Увлекался живописью и музыкой. Две написанные им картины были подарены Онежской трудовой школе второй ступени. Был страстным охотником и рыболовом, исходил пешком весь Онежский край. Отличала его элегантность. Он носил усы, шляпу и трость.
В начале 1930-х годов уехал на Северный Кавказ, в Дагестан, где также работал учителем и путешествовал. 30 июня 1935 года, возвращаясь с охоты, погиб в результате случайного выстрела из собственного охотничьего ружья. Похоронен в станице Шелковская (Чечня).
Дядя — известный земский врач Стефан Иеронимович Недзвецкий. Двоюродный брат — Стефан(Степан)Стефанович Недзвецкий (1912—1941), поэт и журналист, в 1931 году был в Смоленске арестован и осуждён по ст. 58, п. 10, 11, но обвинение было снято, погиб на фронте.

## Творчество
Фантастические романы Валюсинского — типичные образцы революционной фантастики на тему классовой борьбы. Эта борьба связывается с научными открытиями. В романах обильно представлены соответствующие жанру и эпохе штампы. В 1928 году в Онеге закончил фантастический роман «Пять бессмертных» о жизни советских учёных через 200 лет. Роман критика сравнила с романами американского фантаста-социалиста Эдварда Беллами, с фантастическим романом А. Богданова «Красная звезда». Действие фантастического романа «Большая земля» (1931) происходит в Англии и в Онежском крае. Сюжет романа развивается вокруг открытия «минима-гормона» — вещества, уменьшающего размеры живых существ в десятки раз. Главный герой романа, английский учёный Дэвис, создал сыворотку для уменьшения любых живых существ. Группа крупных империалистов узнала о чудесном изобретении и хотела заставить доктора проводить опыты и на людях. Минима-люди потребляют меньше пищи и экономически выгодны, поэтому империалисты хотели, чтобы Дэвис продолжил свои опыты, и они могли бы использовать минима-людей в своих интересах.
Написал также научно-популярные книги «Северный олень» и «Лесные вредители», которые вышли в Архангельске в 1931 году.
В конце жизни работал над романом «Золотой метеор», рукопись которого утеряна.

## Публикации
- Валюсинский В. Пять бессмертных. — Харьков: Пролетарий, 1928. — 416 с. — 4000 экз.
- Валюсинский В. Большая земля. — Л.: Обл. изд-во, 1931. — 212 с. — 50 000 экз.
- Валюсинский В. Лесные вредители. — Архангельск: Госиздат, 1931. — 56 с. — 10 000 экз.
- Валюсинский В. Северный олень. — Архангельск, 1931. — 56 с.
- Валюсинский В. Большая земля // Прекрасные катастрофы. — Ставрополь: Ставропольское кн. изд-во, 1990. — 494 с. — 50 000 экз. — ISBN 5-7644-0111-9.
- Валюсинский В. Большая земля. — Екатеринбург: Тардис, 2011. — 220 с. — 800 экз.
- Валюсинский В. Пять бессмертных: Книга первая. — Екатеринбург: Тардис, 2011. — 156 с. — 800 экз.
- Валюсинский В. Пять бессмертных: Книга вторая. — Екатеринбург: Тардис, 2011. — 160 с. — 800 экз.
- Пять бессмертных. Иваново: Трудрезервиздат (И), 2012. 640 с.